# Haines Junction

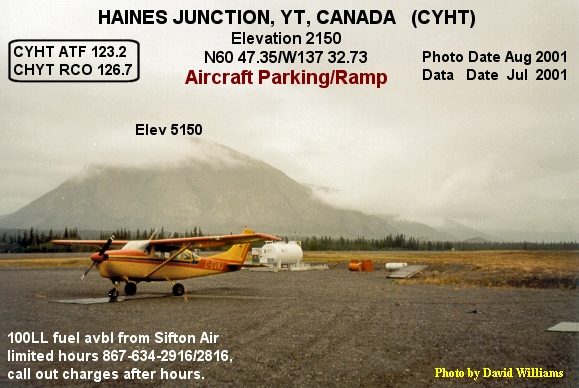
L'aéroport de Haines Junction.

Haines Junction est un village (town) du territoire du Yukon au Canada, situé au kilomètre 1632 de la route de l'Alaska, à sa jonction avec la Haines Highway, d'où son nom. Sa population était de 593 habitants en 2011. La localité jouxte le Parc national et réserve de parc national de Kluane.
Pendant plusieurs centaines d'années, le peuple tutchone du Sud avait installé là des camps saisonniers de chasse et de pêche. Le nom original de l'endroit était Dakwakada, qui signifie « haute cache » ; en effet, les populations locales avaient l'habitude de conserver leurs provisions dans des constructions en bois assez hautes pour que les prédateurs ne s'en emparent pas.
La région de Haines Junction était aussi un carrefour important pour le commerce entre les populations côtières et celles de l'intérieur du pays. La proximité du col Chilkat permettant les échanges entre les Tlingits et les Tutchones.
La ville actuelle a été établie en 1942-1943 durant la construction de la route de l'Alaska. En 1943, est construite une autre route, la Haines Highway, pour relier la route de l'Alaska avec la ville côtière de Haines, par le col Chilkat. Haines Junction, par sa situation entre ces deux routes a été un lieu d'approvisionnement et de services pour les ingénieurs de l'armée américaine qui construisaient ces voies de communication. Actuellement, elle est un point de départ pour les randonnées dans le Parc national et réserve de parc national de Kluane, offrant hébergements, restauration, ainsi qu'un aéroport.

## Démographie
En tant que localité désignée dans le recensement de 2011, Haines Junction a une population de 593 habitants dans 260 de ses 301 logements, soit une variation de 0,7 % par rapport à la population de 2006. Avec une superficie de 34,49 km2, ce village possède une densité de population de 17,2 hab/km2 en 2011.
Concernant le recensement de 2006, Haines Junction abritait 589 habitants dans 239 de ses 280 logements. Avec une superficie de 34,08 km2, ce village possédait une densité de population de 17,3 hab/km2 en 2006.
| 2001 | 2006 | 2011 | 2016 |
| ---- | ---- | ---- | ---- |
| 531  | 589  | 593  | 613  |